# باد شوسنرید
شهر باد شوسنرید در ایالت بادن-وورتمبرگ در کشور آلمان واقع شده است.